# John McCain
Pour les articles homonymes, voir McCain.
John Sidney McCain III, né le 29 août 1936 sur la base militaire américaine de Coco Solo (zone du canal de Panama) et mort le 25 août 2018 à Cornville (Arizona), est un vétéran de la guerre du Viêt Nam et homme politique américain. Il est sénateur de l'Arizona au Congrès des États-Unis de 1987 à sa mort et candidat républicain à l'élection présidentielle de 2008.
Fils et petit-fils d'amiral, il devient à son tour officier de marine en 1958. Pilote dans l'aéronavale, il est abattu au-dessus d'Hanoï en 1967. Capturé, il est torturé et mis à l'isolement, mais refuse une libération anticipée par solidarité avec ses camarades et pour ne pas servir la propagande du Viêt Nam du Nord. Libéré en 1973, il garde des séquelles physiques de la période. Il reprend ensuite le cours de sa carrière navale, mais démissionne en 1981 pour se lancer en politique. Membre du Parti républicain, il est élu et siège pour l'Arizona à la Chambre des représentants, de 1983 à 1987, puis au Sénat, de 1987 à son décès en 2018. Il est un spécialiste reconnu des questions de défense et de politique étrangère.
Bien qu'il partage plusieurs idées avec la base de son parti — notamment sur les questions sociétales et fiscales —, il affiche une certaine indépendance, par sa sensibilité écologique, sa volonté d'assainir le financement des campagnes politiques, sa condamnation de la torture en Irak et au camp de Guantánamo, ainsi que son soutien à un projet de légalisation des immigrés clandestins. Cette indépendance, son passé de héros de guerre ainsi que son image d'intégrité et de décence lui valent un respect quasi unanime au sein de la classe politique américaine.
Après une tentative infructueuse en 2000, il représente le Parti républicain à l'élection présidentielle de 2008. Candidat respecté, il ne peut toutefois pas contrer l'enthousiasme portant la campagne du candidat démocrate Barack Obama et perd le scrutin avec 45,7 % des voix, seulement 173 grands électeurs et un écart en voix de 7,28%, un des plus importants des votes populaires du XXIe siècle.
Il poursuit sa carrière au Sénat jusqu'à la fin de sa vie dix ans plus tard, entretenant des relations courtoises avec le président Obama et le vice-président Joe Biden, puis prenant position contre plusieurs projets de l'administration de Donald Trump.
Atteint d'un glioblastome, une tumeur au cerveau, il meurt à quelques jours de ses 82 ans. Son cercueil est disposé sous la rotonde du Capitole des États-Unis, avant un enterrement au cimetière de l'Académie navale d'Annapolis au Maryland.

## Situation personnelle

### Ascendance et origines

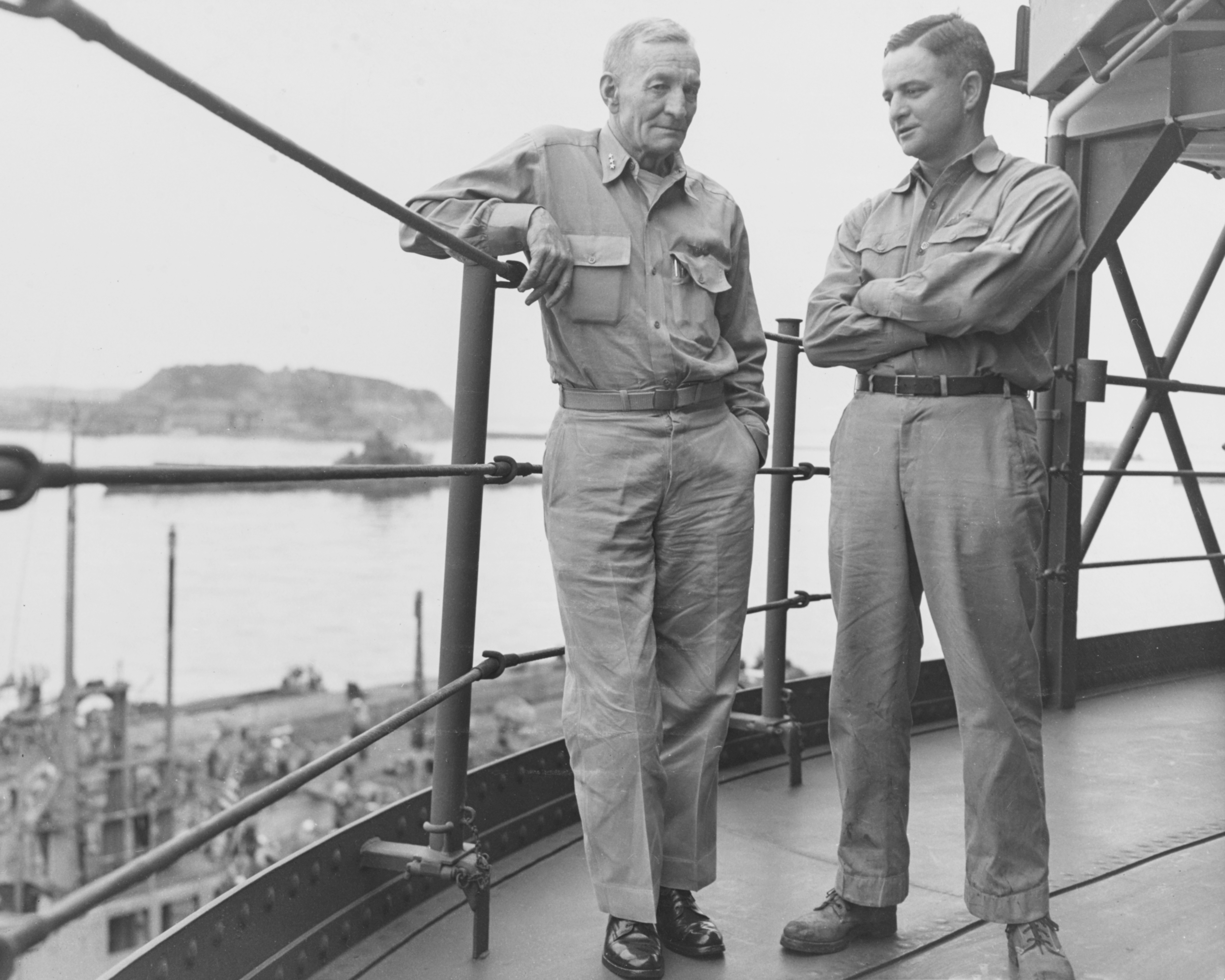
Le vice-amiral John S. McCain avec son fils, le commandant John S. McCain,, à bord d'un navire de guerre américain dans la baie de Tokyo le 2 septembre 1945 lors des actes de capitulation du Japon.

Ses parents sont John S. McCain, Jr. dit Jack (1911-1981) et Roberta (Wright) McCain (1912-2020). Jack McCain est commandant de sous-marins durant la Seconde Guerre mondiale, puis amiral en chef de l'US Navy dans la zone Pacifique pendant la guerre du Viêt Nam. Il est décoré de la Silver Star et de la Bronze Star.
Son grand-père paternel est aussi un amiral de l'US Navy. John Sidney « Slew » McCain, Sr., pionnier de l'aéronavale et amiral dans la flotte du Pacifique, dirigea plusieurs assauts lors de la bataille du golfe de Leyte lors de la guerre du Pacifique durant la Seconde Guerre mondiale. Il est encore présent sur le pont du cuirassé USS Missouri le 2 septembre 1945 lors de la reddition japonaise dans la baie de Tokyo avant de mourir quatre jours plus tard.

### Naissance, enfance et formation
Il nait à l'hôpital militaire de la base navale américaine de Coco Solo, où son père est en poste en 1936. Son acte de naissance est signé par le capitaine W. L. Irvine. McCain est considéré comme un citoyen américain de naissance en vertu d'une loi de 1904 sur la citoyenneté américaine, qui enlève toute ambiguïté lorsqu'un enfant d'employés américains nait sur la zone du canal de Panama. A la fin des années 60, Omar Torrijos proclame le canal de Panama comme étant un territoire de la République panaméenne, McCain était donc théoriquement éligible à la citoyenneté panaméenne au cours de sa vie, en vertu du droit du sol dans la constitution panaméenne, même s'il n'en a jamais fait la demande.
Durant les dix premières années de sa vie, John McCain déménage au gré des affectations de son père. Il passe notamment son enfance entre New London (Connecticut) et Pearl Harbor (Hawaï). Après la Seconde Guerre mondiale, les McCain s'installent dans le nord de la Virginie.
John McCain fréquente alors, à Alexandria, l'école Saint-Stéphane de 1946 à 1949 puis la high school épiscopalienne (en). De 1954 à 1958, il est élève à l'Académie navale d'Annapolis, d'où il manque de se faire renvoyer pour des actes d’indiscipline et pour ses tumultes amoureux avec un mannequin brésilien ou avec une strip-teaseuse qu'il introduit une fois à un cocktail en grande tenue de l’amirauté. Son classement de sortie est très médiocre (il finit 894e d'une promotion de 899 élèves).

### Vie privée et familiale

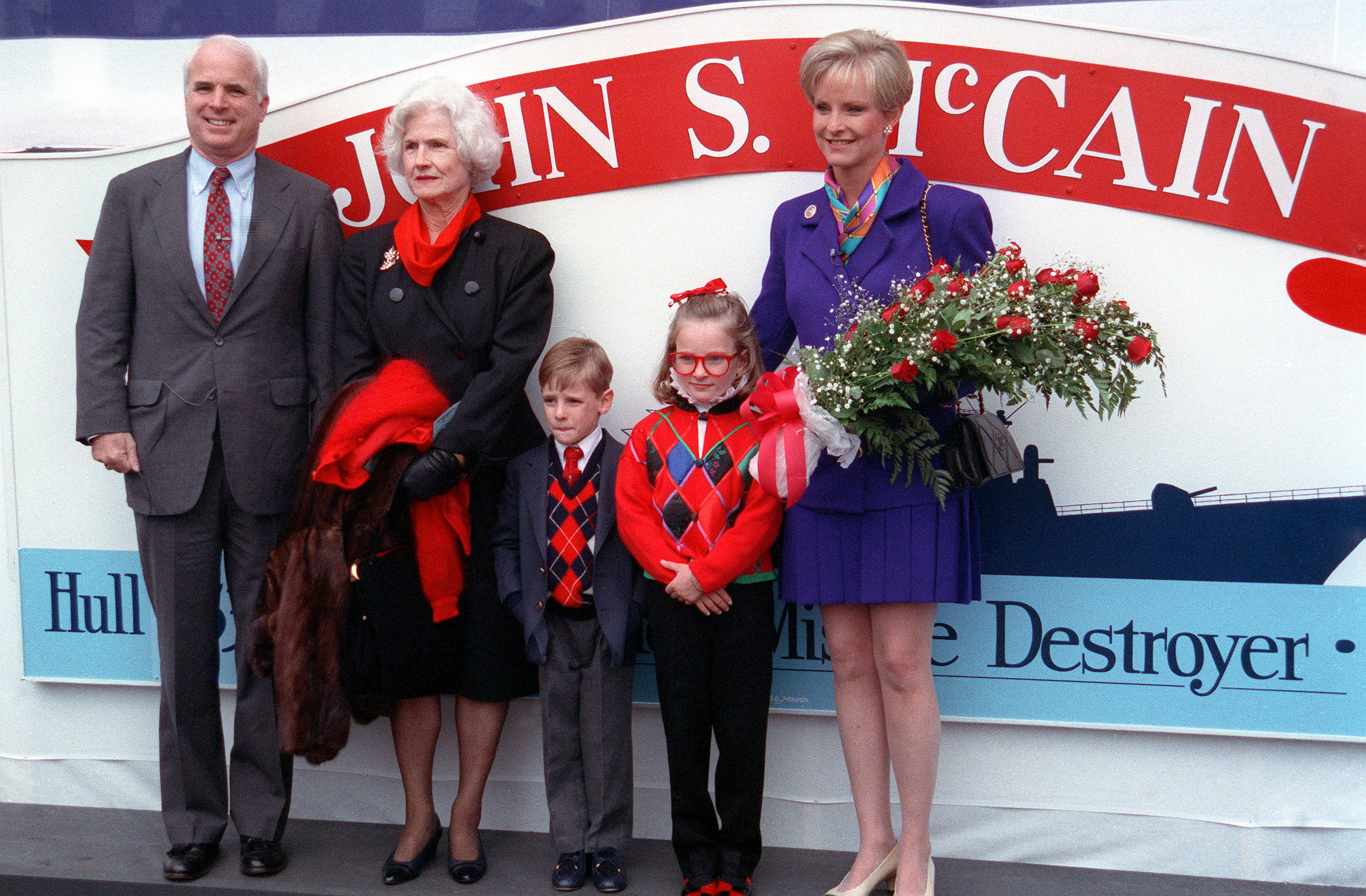
John McCain avec sa mère, Roberta, son fils Jack, sa fille Meghan et son épouse Cindy, en 1992.

Divorcé en 1979 de Carol Shepp, qu'il avait épousée en 1965, John McCain se marie en secondes noces, en 1980, à Cindy Lou Hensley. Il est le père de sept enfants dont Bridget, adoptée dans un orphelinat de mère Teresa au Bangladesh en 1991. L'une de ses filles est une mère adolescente, ce qui a conduit certains commentateurs à rappeler son vote en faveur du Family Support Act de 1988.
Son fils aîné, John Sidney McCain IV, est élève officier à l'Académie navale d'Annapolis et son cadet, James, est engagé dans les Marines et a combattu durant sept mois en Irak entre 2007 et début février 2008. Enfin, sa fille Meghan tient un blog consacré à la campagne électorale présidentielle de son père en 2008 et est co-présentatrice de l'émission The View à partir d'octobre 2017.

## Carrière militaire

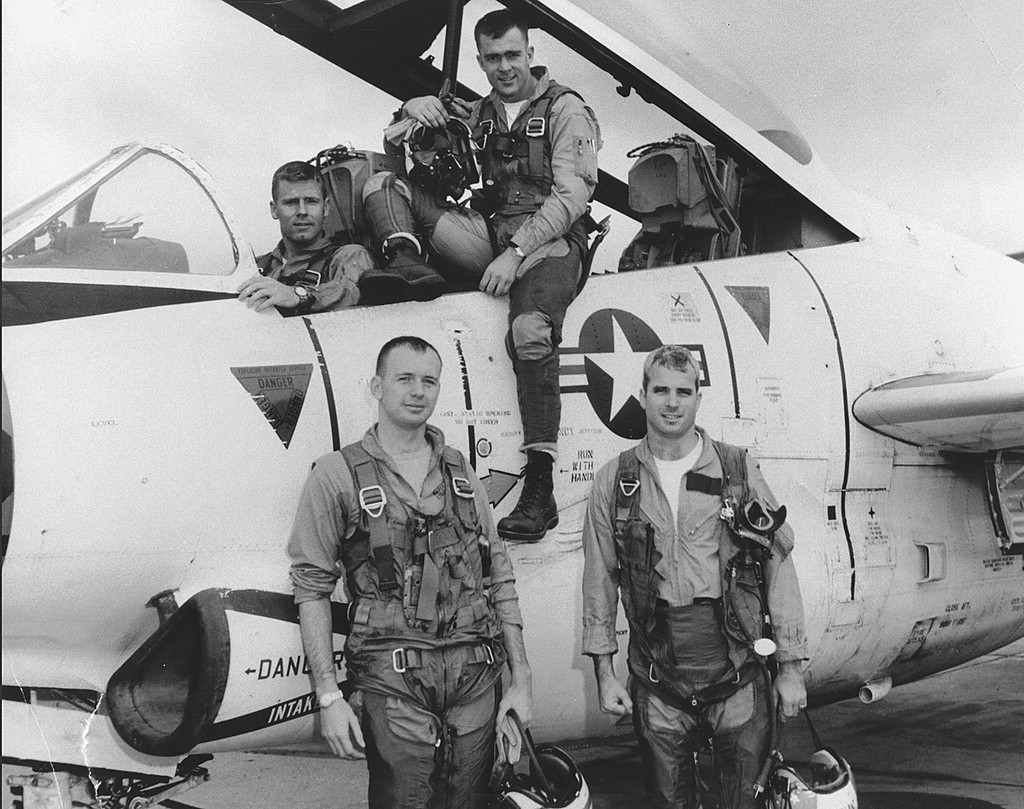
John McCain (à droite sur la photographie) devant un avion d'entraînement T-2 Buckeye.

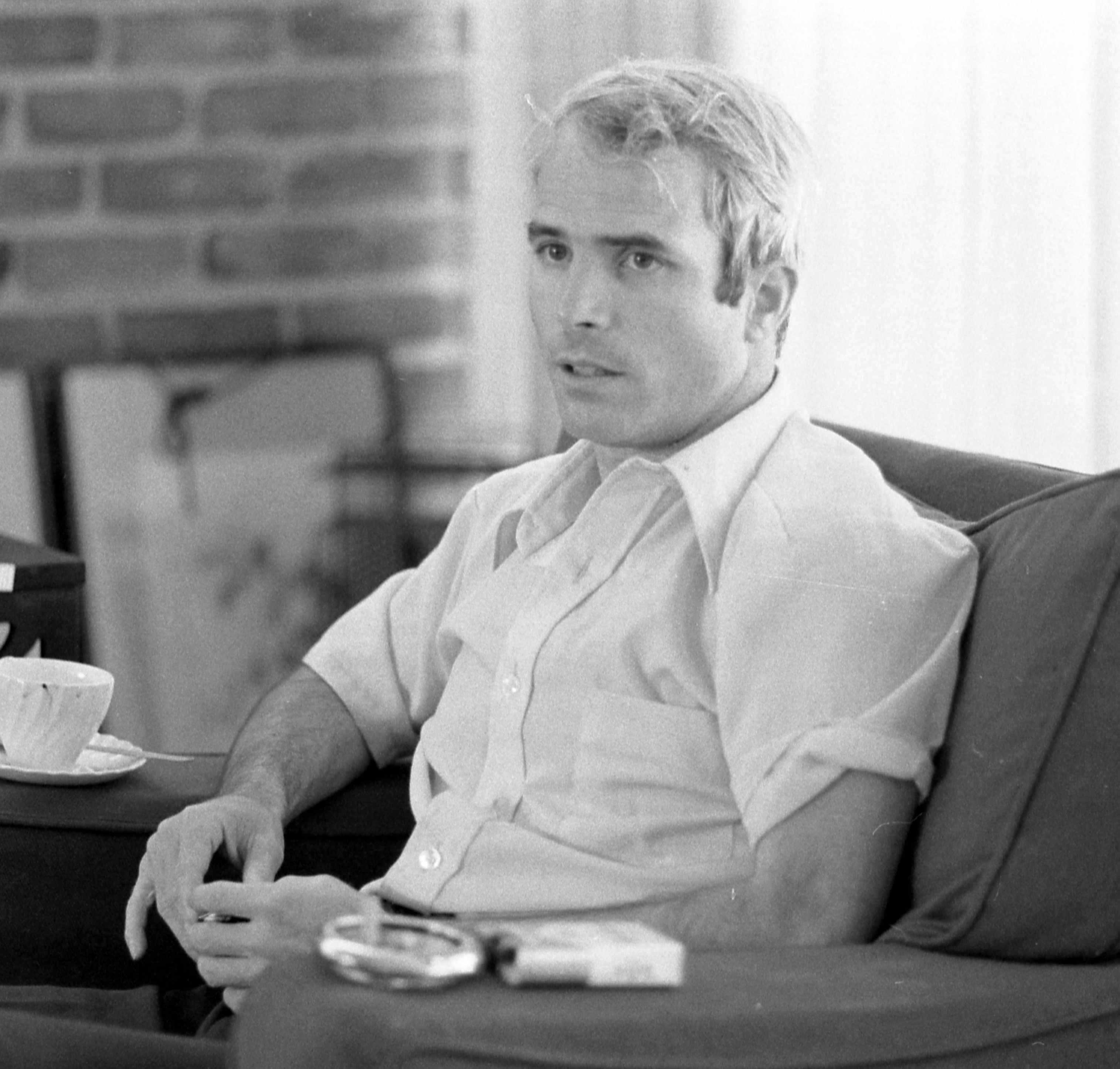
John McCain en 1974.

À sa sortie de l'école d'officiers d'Annapolis, il choisit l'aéronavale. Après deux années de formation comme pilote embarqué sur porte-avions, il est affecté à la flotte de l'Atlantique. Il vole sur Douglas A-1 Skyraider au sein de la flottille VA-65, et effectue quatre déploiements en mer Méditerranée et en océan Atlantique de 1960 à 1963 à bord des porte-avions USS Intrepid puis USS Enterprise. Lors de la crise des missiles de Cuba, sa flottille participe à bord de ce dernier navire au blocus de l'île. Il est ensuite affecté à terre comme instructeur de vol au sein de la flottille VT-7 sur la base de Meridian (Mississippi) pendant trois ans.
En 1967, il est promu au grade de lieutenant commander et rejoint la flottille VA-46 "Clansmen" qui vole sur A-4 Skyhawk à bord de l'USS Forrestal. Mais le 29 juillet 1967, le déploiement du navire au Vietnam est interrompu à la suite d'un grave incendie lorsque son appareil est percuté par une roquette tirée accidentellement par un autre appareil, alors qu'il se prépare à partir en mission. Il évacue son avion de justesse et n'est que légèrement brûlé, puis blessé par l'explosion d'une bombe lors de l'incendie qui endommage gravement le navire, tue 134 marins et détruit 21 avions.
Il accepte alors un transfert dans une autre flottille, la VA-163 "Saints" basée sur le USS Oriskany. Le 26 octobre 1967, au cours de sa vingt-troisième mission de bombardement au-dessus du Nord-Viêt Nam où son objectif est la centrale électrique d'Hanoï, son avion est abattu par un missile sol-air SAM-2. Lorsqu'il s'éjecte, la violence du choc lui brise les deux bras et un genou. Tombé en parachute au milieu du lac de Truc Bach, situé au cœur de la capitale nord-vietnamienne, il manque de se noyer lorsque des habitants le tirent de l’eau, lui arrachent son équipement et le rossent.
Il est récupéré par les soldats nord-vietnamiens, dont l'un transperce son épaule avec la baïonnette de son fusil tandis qu'un autre lui perce la cheville. Il en garde dès lors des séquelles physiques comme une cicatrice sur la tempe, une jambe qui traîne un peu et une démarche assez raide. Une infirmière lui permet d'échapper au lynchage.
Grièvement blessé, il est emmené dans une prison où il est jeté dans une cellule à même le sol. Durant quatre jours, il est interrogé et battu. Au cinquième jour, quand les Nord-Vietnamiens découvrent qu'il est le fils d'un amiral américain, il est transféré dans un hôpital où il reçoit des transfusions de sang et de plasma. Au bout du dixième jour d'hospitalisation, un membre du bureau politique du Parti communiste vietnamien lui annonce qu'il va parler à la télévision française. À la suite des menaces d'interruption de son hospitalisation s'il persistait à refuser, John McCain obtempère et reçoit la visite du journaliste français de l'ORTF François Chalais. Ce dernier diffuse dans l'émission Panorama les images de McCain déclinant son identité et en donne une copie à l’épouse du pilote,.
En mars 1968, il parvient pour la première fois à se tenir debout et à marcher mais il est alors placé pendant deux années en isolement total. Suivent ensuite trois années de tortures, de solitude et d’angoisse. Prisonnier de guerre, il est ligoté et humilié régulièrement par ses geôliers qui lui cassent à nouveau le bras ainsi que quelques côtes. Roué de coups pendant des jours ou suspendu par ses bras fracturés, il en vient à signer des confessions de piraterie aérienne, avant de tenter de se pendre dans sa cellule.
En juin 1968, il refuse, par solidarité avec ses camarades, une offre de libération anticipée lorsque ses geôliers, réalisant que son père venait d'être nommé commandant en chef du United States Indo-Pacific Command, ont espéré en faire une opération de propagande. En décembre 1969, John McCain est transféré à la prison Hỏa Lò, le « Hanoï Hilton », construite par l'administration coloniale française en 1896. Cette fois, il n'est plus en isolement total et peut communiquer avec d’autres Américains, notamment un compagnon de cellule qu’on lui adjoint. À plusieurs reprises, il refuse de rencontrer des délégations étrangères de pacifistes venues à Hanoï, ce qui lui vaut de nouveaux coups et blessures.
Libéré en mars 1973, après avoir survécu à ses blessures, aux humiliations, aux coups, aux tortures et à deux années de confinement solitaire, John McCain est décoré à son retour par le président Richard Nixon.
Promu commander, il est admis, après une période de convalescence de plusieurs mois, à suivre le cours « junior » du Naval College pendant un an. À nouveau apte médicalement, il est affecté en 1975 sur la base de Cecil Field (près de Jacksonville, en Floride) comme commandant en second de la flottille de conversion opérationnelle VA-174 Hellrazors, qui vole sur A7 Corsair II. Il prend le commandement de la flottille en juillet 1976.
En 1977, il devient officier de liaison de la Navy au Sénat des États-Unis. Il est promu captain (capitaine de vaisseau) en 1979.
En 1981, il quitte la Navy le jour où, coïncidence, son propre père est enterré au cimetière national d'Arlington. Il est alors titulaire d'une multitude de décorations honorifiques et prestigieuses comme la Silver Star, la Bronze Star, la légion du mérite ou encore la Purple Heart.

## Parcours politique

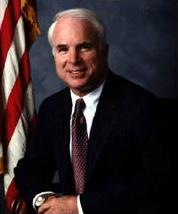
Le portrait officiel de John McCain (2003).

### Représentant des États-Unis
En 1982, quand le représentant républicain de l'Arizona John Jacob Rhodes renonce à solliciter un nouveau mandat à la Chambre des représentants, John McCain fait acte de candidature pour lui succéder. Lors de la campagne, à son adversaire démocrate qui le traite de « parachuté », parce que McCain n'a aucune attache dans le district, le vétéran du Viêt Nam lui rétorque : « Écoute, vieux, j'aurais aimé avoir le luxe, comme toi, de grandir et de vivre toute ma vie dans un endroit merveilleux comme l'Arizona. Mais en fait, quand j'y pense, l'endroit où j'ai vécu le plus longtemps c'est à Hanoï ». John McCain est élu.
Durant son mandat, il affiche des positions politiques iconoclastes vis-à-vis de son parti et du président Ronald Reagan, notamment quand il s'oppose au maintien des troupes américaines dans la force multinationale stationnée au Liban et approuve les sanctions économiques contre l'Afrique du Sud pour protester contre la politique de l'apartheid qui était en vigueur.

### Sénateur des États-Unis
En 1986, il est élu au Sénat au siège laissé vacant par son prédécesseur, le républicain conservateur Barry Goldwater. Deux ans plus tard, il vote en faveur du Family Support Act comme la plupart des sénateurs, qui demande que les mères adolescentes, récipiendaires d'aides sociales, poursuivent leur scolarité (high school). En 1989, il est impliqué dans le scandale politico-financier connu sous le nom de Keating Five. Il est alors reproché à John McCain d'avoir accepté, avec quatre autres sénateurs américains, une importante contribution financière à sa campagne électorale de la part du président d'une association californienne de caisses d’épargne, afin, semble-t-il, de ne pas ébruiter les malversations financières de ce dernier. La commission d’enquête du Sénat chargée de l’enquête conclut à une erreur de jugement du sénateur de l’Arizona dont l'intégrité a alors été mise en doute.

Le président Ronald Reagan et son épouse Nancy recevant John McCain à la Maison-Blanche en 1987.

En 1993, c'est avec un autre vétéran du Viêt Nam, le sénateur démocrate John Kerry, qu'il milite et obtient la réouverture des relations diplomatiques avec le Viêt Nam.
En 1997, Time Magazine le cite parmi les 25 personnes les plus influentes des États-Unis. En 1999, il raconte dans son autobiographie intitulé Faith of my Fathers sa détention au Viêt Nam.
Au Sénat, McCain est un des plus fermes partisans de la réforme du financement des campagnes électorales, qu'il fait aboutir en 2002 avec le sénateur démocrate Russ Feingold. La loi McCain-Feingold (ou Bipartisan Campaign Reform Act) est cependant partiellement annulée par la Cour suprême par la suite.
Qualifié alors de républicain progressiste, il est souvent assimilé à l'image de l'ancien président Theodore Roosevelt pour « considérer la politique comme une compétition entre l'intérêt national et l'égoïsme des intérêts privés » et défendre « l'idée que le gouvernement devait contrebalancer les abus de la richesse organisée ». Il rencontre à l'époque des responsables démocrates qui espèrent le convaincre de les rallier mais c'est le sénateur James Jeffords du Vermont qui finalement quitte le Parti républicain et permet au Sénat de basculer du côté démocrate.
Le sénateur McCain empêche un contrat espéré par Boeing en 2003 pour le crédit-bail de 100 avions ravitailleurs KC-767 et représentant une somme de 23 milliards de dollars. Boeing étant choisi sans concurrence comme seul contractant grâce à un réseau serré d’influence et de corruption ; il déclenche ainsi un scandale qui envoya en prison l'un des dirigeants de Boeing ainsi que l'adjointe au responsable du service des achats de l'US Air Force Darleen Druyun et qui coûta son poste au CEO de Boeing, Phil Condit.
Candidat à un cinquième mandat de sénateur en 2010, John McCain se retrouve menacé lors de la primaire républicaine par un candidat conservateur, John David Hayworth, Jr., un ancien représentant au Congrès et animateur de radio qui remet en cause le patriotisme et la loyauté de son rival au Parti républicain ainsi que ses positions concernant l'immigration et l'environnement. En difficulté dans les sondages face à Hayworth, John McCain reçoit l'appui public de Sarah Palin, devenue depuis la campagne présidentielle une égérie de la droite conservatrice en général et du mouvement Tea Party en particulier. Le 24 août 2010, il remporte finalement la primaire avec 56,2 % des voix, contre 32,1 % à son adversaire conservateur. En novembre 2010, il est facilement réélu pour un cinquième mandat face au candidat démocrate Rodney Glassman (en).
Dans la lignée de ses critiques émises lors de la campagne présidentielle de 2016, John McCain continue en 2017 d'exprimer des préoccupations au sujet de la présidence de Donald Trump,,,,. Il participe notamment au rejet de l'abrogation de l'Obamacare par le Sénat.
Après sa mort, en septembre 2018, le gouverneur de l'Arizona, Doug Ducey, nomme l'ancien sénateur Jon Kyl pour le remplacer au Sénat,.

### Primaires républicaines de 2000

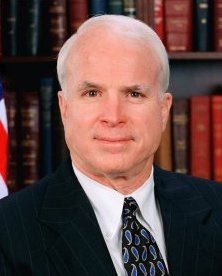
Le portrait officiel de John McCain (1999).

En 2000, John McCain se présente aux élections primaires du Parti républicain en vue de l'élection présidentielle. Son principal concurrent est alors le gouverneur conservateur du Texas, George W. Bush.
Contre toute attente, McCain gagne les primaires du New Hampshire, du Michigan, de l'Arizona, de Rhode Island, du Connecticut et du Vermont et met en difficulté le gouverneur Bush, soutenu par la direction du Parti républicain. Durant ses meetings, utilisant son image nationale d'honnêteté et de probité, il n'hésite pas à se comparer à Luke Skywalker en lutte contre les forces obscures de l'empire, représentées par le gouverneur Bush et les évangélistes Pat Robertson et Jerry Falwell, ces derniers étant qualifiés d’ « agents de l’intolérance et de la corruption religieuse et politique ». Cependant, à la veille de l'importante primaire de Caroline du Sud, McCain est victime d'une campagne de calomnie orchestrée par des proches du gouverneur Bush. Il est ainsi accusé d'avoir fait un enfant à une femme noire, d'avoir trahi au Viêt Nam, d'avoir transmis la syphilis à sa seconde épouse ou d’avoir perdu la raison en captivité. Il est finalement battu par le gouverneur Bush lequel est investi candidat du parti républicain pour l'élection présidentielle de 2000. Il s'éloigne alors du devant de la scène pour soigner un début de cancer de la peau et se fait opérer d'un mélanome qui lui laisse une profonde cicatrice sur la joue gauche.
Lors de la convention nationale républicaine en 2004, il apporte un ferme soutien au président sortant, George W. Bush, qu'il a pourtant beaucoup critiqué dans le passé ; il prononce un discours de combat contre les démocrates bien que son ami John Kerry, candidat démocrate, ait tenté d'en faire son colistier. Il tient à cette occasion un virulent discours contre les « mensonges et manipulations malhonnêtes des pseudo-réalisateurs gauchistes », visant par là Michael Moore, sans jamais le nommer.

### Campagne présidentielle de 2008

#### Primaires républicaines
Lorsque s'ouvre la campagne pour les primaires américaines, McCain, bien qu'âgé, est l'un des prétendants républicains les plus populaires pour l'élection présidentielle de 2008. En 2005, selon les quelques sondages, lui et Rudy Giuliani sont les seuls républicains à être donnés vainqueurs d'une confrontation électorale avec n'importe lequel des candidats démocrates.
En novembre 2006, se faisant l'avocat du « conservatisme du bon sens » et de l'incarnation de l'avenir du Parti républicain, dans la veine de Ronald Reagan, John McCain annonce la formation de son comité exploratoire chargé de travailler à son éventuelle candidature aux primaires de son parti. Il déclare officiellement sa candidature le 28 février 2007. Il est alors le troisième républicain à faire part officiellement de ses prétentions présidentielles après l'ancien maire de New York, Rudy Giuliani et Duncan Hunter, un élu de Californie.
Respecté par ses adversaires et assez charismatique, il reçoit le soutien de l'ancien candidat démocrate à la vice-présidence en 2000, le sénateur indépendant du Connecticut Joseph Lieberman. Les débuts de sa campagne sont difficiles ; pratiquement sans financement, il doit se séparer de plusieurs collaborateurs.

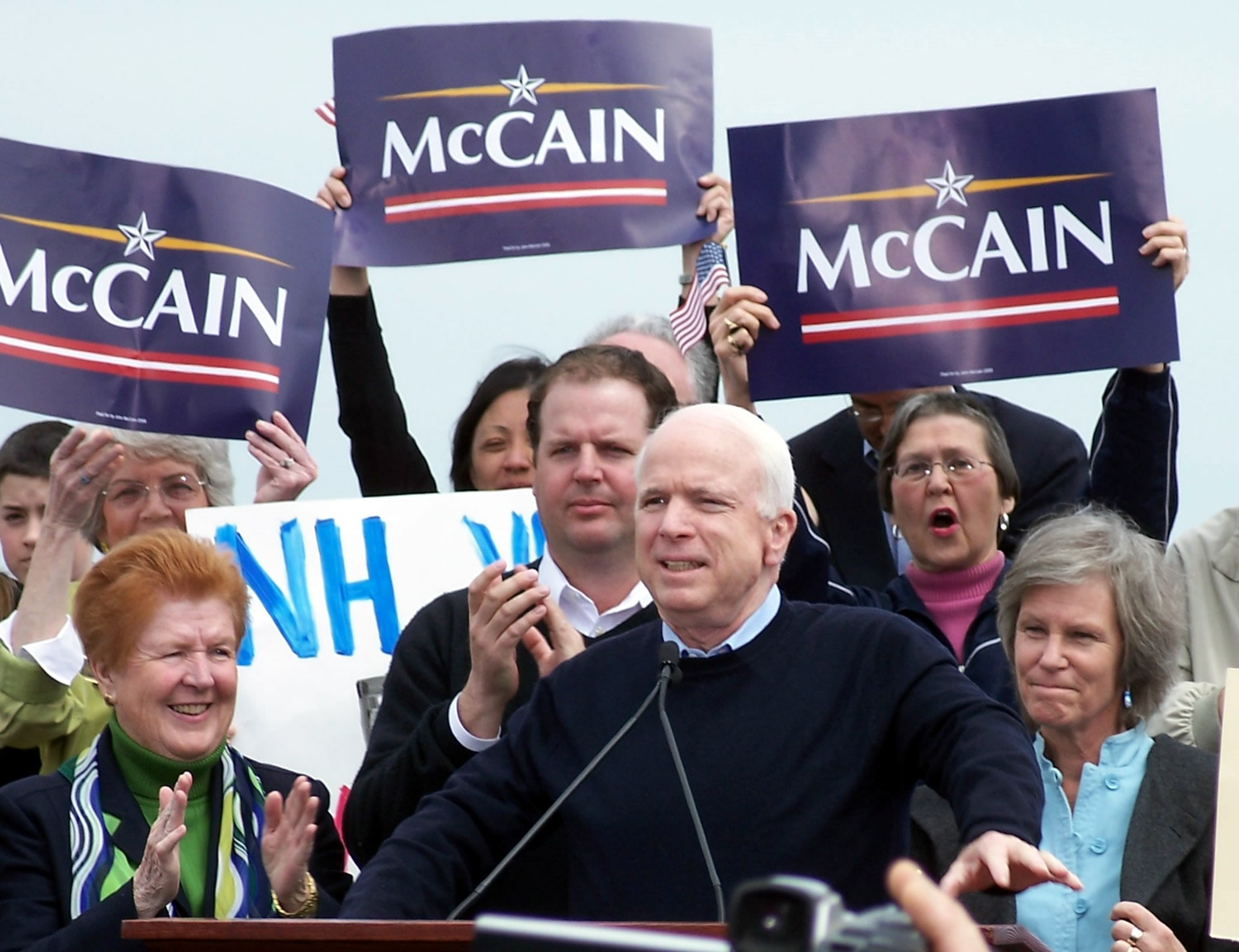
John McCain lors de l'annonce de sa candidature à l'élection présidentielle, le 28 février 2007.

Néanmoins, après avoir été distancé lors du caucus de l'Iowa par ses concurrents républicains, il arrive en tête des candidats républicains lors des primaires du New Hampshire le 8 janvier 2008, avec 36,8 % des suffrages devant Mitt Romney (32 %), Mike Huckabee (11 %), Rudy Giuliani (9 %) et Ron Paul (8 %), ce qui relance alors sa campagne présidentielle. Lors des primaires suivantes qui se tiennent dans le Michigan, un État gravement touché par la crise automobile, principale industrie locale, il tient un « discours de vérité » déclarant aux électeurs que « la gloire passée ne reviendra plus, il faut s'adapter » alors que son concurrent le plus sérieux, Mitt Romney promet un « redémarrage de l'automobile » par l'octroi de milliards de dollars de fonds fédéraux. Au soir de la primaire le 15 janvier 2008, McCain est second avec 30 % des suffrages, derrière Romney (39 %).
S'il ne parvient pas à rallier une majorité de militants républicains lors des premières primaires, il doit ses bons scores à la mobilisation en sa faveur des électeurs indépendants qui ont la possibilité de participer à ces élections. C'est ainsi qu'il s'impose également face à Mike Huckabee en Caroline du Sud. Avant la décisive primaire suivante qui se tient en Floride, il reçoit le soutien du populaire gouverneur de l'État, Charlie Crist, du sénateur de Floride Mel Martinez, très influent auprès de la communauté américano-cubaine mais aussi du général Norman Schwarzkopf ancien commandant de l'United States Central Command qui avait dirigé les forces de la coalition lors de la guerre du Golfe en 1991. Dans un tout autre genre, Sylvester Stallone est le premier acteur d'Hollywood à appuyer sa candidature suivi peu de temps après par Arnold Schwarzenegger, également gouverneur de Californie, puis Clint Eastwood ou Bruce Willis.
En remportant la primaire républicaine de Floride le 29 janvier avec 36 % des voix contre 31 % à Mitt Romney, John McCain passe pour la première fois en tête des candidats républicains en nombre de délégués. L'élection de Floride est marquée par le mauvais score de Rudy Giuliani, arrivé en troisième place, qui solde ses ambitions présidentielles et son ralliement dès le lendemain à John McCain.
La campagne du sénateur de l'Arizona se trouve alors financièrement relancée. Alors qu'il était quasiment sans ressources au mois de décembre, McCain recueille en janvier plus de 7 millions de dollars (4,5 millions d'euros) et en deux mois, reçoit le soutien de 17 000 journaux américains, à commencer par le Des Moines Register mais est aussi désigné comme le meilleur choix au sein de son parti par le New York Times.
Lors du Super Tuesday qui a lieu le 5 février, McCain remporte neuf États (New York, Californie, Missouri, New Jersey, Illinois, Connecticut, Delaware, Oklahoma et Arizona) ce qui lui permet d'obtenir 615 délégués (plus de la moitié de ceux nécessaires pour remporter l'investiture républicaine), contre 268 pour Mitt Romney et 169 pour Mike Huckabee. À la suite de ces résultats, le 7 février, Mitt Romney annonce lors d'une conférence à Washington, D.C. qu'il se retire de la course à l'investiture républicaine. Le retrait de Romney permet à Mike Huckabee de devenir le principal rival de McCain sans espoir cependant de pouvoir menacer sa désignation à l'investiture républicaine. Ainsi, le 9 février, lors des caucus du Kansas et de la primaire de Louisiane, McCain est devancé par Huckabee et ne s'impose, de justesse, qu'avec 26 % des voix contre 24 % à Mike Huckabee et 21 % à Ron Paul lors des caucus de Washington. Le 14 février 2008, lors d'une conférence de presse avec le sénateur de l'Arizona à Boston, Mitt Romney annonce son ralliement à la candidature de John McCain lui apportant théoriquement ses 291 délégués assignés lors des élections primaires. Les ralliements se multiplient ensuite, à commencer par Jeb Bush, ancien gouverneur de Floride et son père, l'ancien président George H. W. Bush.
Mais le maintien de Huckabee dans la course souligne les difficultés de John McCain à faire l'unanimité dans le camp républicain où, aux yeux de la partie la plus conservatrice de cet électorat et dans les milieux religieux, il continue d'apparaître comme un candidat par défaut. C'est aussi à ce stade de la campagne électorale qu'il reçoit néanmoins un appui tacite du président George W. Bush.
Alors que John McCain tente de se concilier la droite du parti républicain, des allégations, divulguées par le New York Times, insinuent qu'il aurait rendu, en 1999 et 2000, des services à une jeune lobbyiste, Vicki Iseman, chargée de défendre les intérêts de sociétés de communication en relation avec une commission sénatoriale alors présidée par le sénateur de l'Arizona. Selon l'article du New York Times, les clients de la lobbyiste auraient participé à hauteur de plusieurs dizaines de milliers de dollars au financement des campagnes électorales de John McCain. Ces accusations, reposant sur des sources anonymes, peuvent alors remettre en cause l'image d'intégrité et de rectitude morale de John McCain. Les partisans de celui-ci dénoncent alors une « campagne calomnieuse » et accusent le NYT de s'abaisser à de la « politique de caniveau ». John McCain, lui-même, dément les insinuations et affirme qu'il n'a jamais « rendu de services indus à des clients de Mme Iseman lorsqu'il était président de la commission du Commerce du Sénat, ».
Le 4 mars 2008, il remporte suffisamment de délégués pour s'assurer de l’investiture du Parti républicain après ses victoires lors des primaires du Texas, de l’Ohio, du Vermont et de Rhode Island, ce qui conduit Mike Huckabee à abandonner la course présidentielle. John McCain est adoubé dès le lendemain de cette victoire aux primaires par le président George W. Bush.

#### Campagne présidentielle

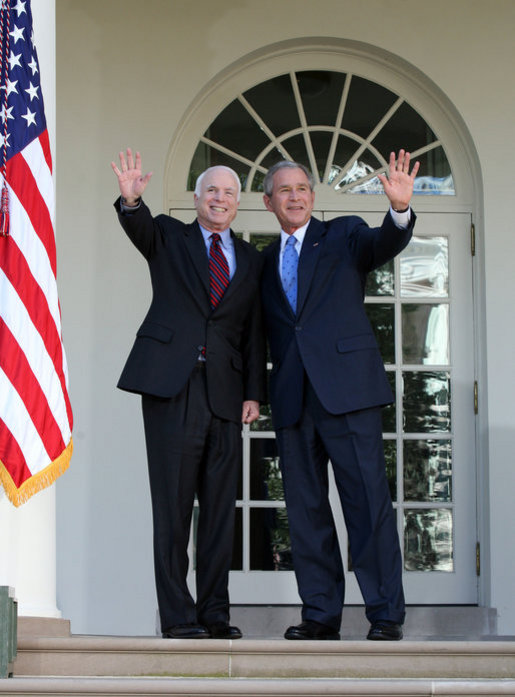
John McCain et George W. Bush le 5 mars 2008, à la Maison-Blanche.

Le début de sa campagne nationale est cependant difficile tant les médias sont accaparés par le duel dans les primaires démocrates entre Hillary Clinton et Barack Obama. Quand celui-ci est assuré de pouvoir remporter l'investiture démocrate, il bénéficie encore d'une couverture médiatique nationale bien supérieure à son concurrent républicain, qui déplore une inégalité de traitement médiatique dont il serait la victime. Ainsi, en juillet, le New York Times révèle que les grandes chaînes de télévision américaine ont consacré, depuis le mois précédent, plus de 114 minutes à la campagne de Barack Obama contre 48 minutes à celle de John McCain, tandis que les magazines Time et Newsweek avaient consacré 12 couvertures au démocrate en trois ans contre 5 au républicain.
John McCain est invité par le président colombien Álvaro Uribe à assister à la libération de 15 prisonniers de la guérilla, dont Ingrid Betancourt et trois agents américains, lors de l'opération Jaque. Considérant que les droits de l'homme n’étaient « pas une raison suffisante », il plaide à cette occasion en faveur de l'adoption par le Congrès du traité de libre-échange signé deux ans auparavant avec la Colombie mais bloqué par la majorité démocrate, et salue également la politique du président Uribe qui aurait selon lui évité la faillite à la Colombie,.
Le magazine Time le classe cinquième sur sa liste des cent personnes les plus influentes au monde en mai 2008.
En juillet 2008, John McCain change son équipe de campagne dorénavant dirigée par Steve Schmidt, un ancien protégé de Karl Rove, qui avait dirigé avec succès la campagne du gouverneur Arnold Schwarzenegger en Californie deux ans plus tôt. Schmidt orchestre des changements radicaux, supprimant les conversations informelles du candidat avec les journalistes et organise la réplique à chaque propos du candidat démocrate. Ainsi, alors que Barack Obama effectue en juillet un voyage en Europe, où sa popularité est au zénith, son côté « rock star et ses déclarations pleines de bonnes intentions » contrastent à ce moment avec les prises de position de McCain qui reçoit successivement, le 25 juillet, le dalaï-lama, critique la situation des droits de l'homme en Chine, demande la libération des prisonniers politiques et exhorte le gouvernement chinois à dialoguer avec le Tibet pour une « véritable autonomie ». Cette stratégie s'appuie notamment sur une nouvelle campagne républicaine très offensive orchestrée par Steve Schmidt où le candidat démocrate est notamment comparé à Britney Spears et à Paris Hilton avec pour objectif de faire prendre à l'élection présidentielle la tournure d'un référendum sur la personnalité de Barack Obama en le présentant comme un jeune ambitieux dépourvu d'expérience face à un ancien prisonnier de guerre qui a toujours « placé l'intérêt du pays en premier ».
Développant parallèlement son programme électoral, autour notamment de l'indépendance énergétique, John McCain en appelle au développement des forages pétroliers offshore qu'il souhaite autoriser et le rappel, à cette fin, du Congrès pour une session extraordinaire, obligeant son concurrent démocrate à se repositionner sur la question.
À la fin du mois d'août 2008, John McCain profite encore d'une actualité internationale tendue qui est marquée par la réponse militaire de la Russie à la tentative par les troupes géorgiennes de reprendre le contrôle de leur province séparatiste d'Ossétie du Sud. Le discours alors ferme de John McCain face à la Russie lui permet de marquer des points contre son adversaire démocrate, lequel moins réactif, est d'ailleurs en vacances à Hawaï. John McCain comble ainsi une partie de son retard dans les sondages nationaux et talonne voire dépasse Barack Obama au niveau des grands électeurs potentiels,. En tête dans l'électorat masculin (46 % contre 41 %), dans la population blanche (essentiellement la catégorie des WASPs) (48 % contre 40 %) et chez les évangélistes (65 % contre 25 %), il reste distancé par Barack Obama au niveau de l'électorat féminin (53 % contre 39 %), de celui des Afro-Américains (94 % contre 4 %) et dans les classes d'âge comprises entre 18 et 54 ans. Aux yeux de 80 % de ses compatriotes, John McCain paraît, selon les sondages, avoir les qualités nécessaires pour être président des États-Unis (contre 48 % pour Barack Obama). Il est de même jugé par 84 % d'entre eux être très patriote contre seulement 55 % pour son adversaire démocrate. Enfin, à ce stade et contre toute attente, il semble mieux fixer les conservateurs derrière sa candidature, que ne parvient Barack Obama à le faire avec sa propre base électorale.
Attaqué et raillé par son adversaire démocrate sur son important patrimoine immobilier qu'il ne parvient pas à détailler lors d'une interview, son équipe de campagne réagit en s'en prenant à la valeur estimée du propre patrimoine immobilier de Barack Obama et à ses relations avec le promoteur Tony Rezko, incarcéré pour corruption, qui avait été un collecteur de fonds d'Obama.
À la veille de la convention démocrate qui a lieu le 25 août 2008 à Denver dans le Colorado, alors que les deux candidats sont quasiment à égalité dans les sondages, John McCain est pris à partie par la chanteuse Madonna, qui n'hésite pas assimiler le candidat républicain, lors d'un concert à Cardiff au Pays de Galles, à Adolf Hitler, Robert Mugabe, Rouhollah Khomeini et Kim Jong-il.

##### Nomination

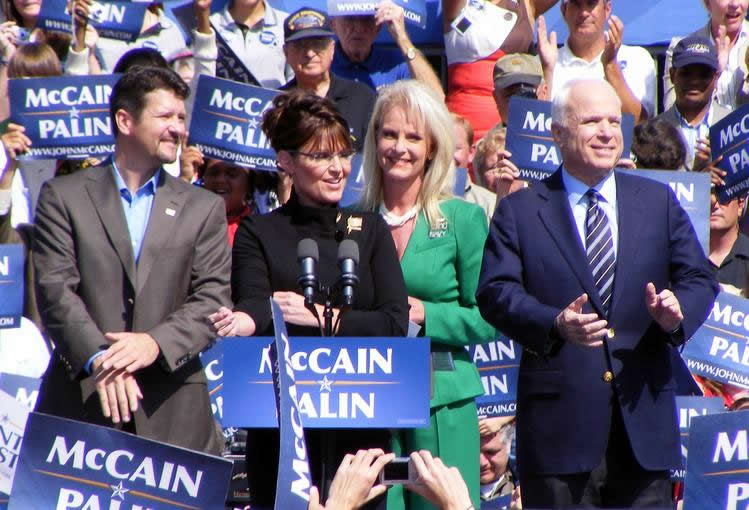
Todd Palin, Sarah Palin, Cindy et John McCain le 10 septembre 2008 à Fairfax, en Virginie.

La Convention nationale républicaine, chargée d'officialiser sa candidature, se tient à Saint-Paul du 1er septembre 2008 au 4 septembre 2008. Le 29 août, à la surprise générale, son équipe de campagne annonce que Sarah Palin, gouverneur de l'Alaska, sera sa colistière pour le poste de vice-président des États-Unis. Les observateurs politiques notent alors qu'en choisissant une femme blanche originaire d'une famille modeste, mariée à un syndicaliste, conservatrice en matière de valeurs, mais favorable à plus de justice sociale, John McCain s'affranchit de la tendance pro-business du Parti républicain qui voulait lui imposer Mitt Romney. Par ailleurs, en faisant un appel manifeste du pied aux électrices d'Hillary Clinton, il se prive aussi de l'argument de l'inexpérience qu'il renvoyait sans cesse à Barack Obama.
La Convention débute alors que l'ouragan Gustav progresse dans le golfe du Mexique vers les côtes de la Louisiane et du Mississippi. Cet événement perturbe l'organisation, entrainant l'annulation des discours des intervenants ainsi que des travaux prévus le premier jour. John McCain modifie ses déplacements et se rend dans le Mississippi afin de superviser les préparatifs d'évacuation et de protection des populations en compagnie d'Haley Barbour, le gouverneur de l'État. À sa demande, la Convention entreprend de se consacrer à des levées de fonds humanitaires, notamment en faveur de la Croix-Rouge. Les mécènes et les délégués sont mis à contribution alors que le parti annule ses publicités politiques télévisées.
Lors du troisième jour de la Convention, le vote des délégués républicains aboutit sans surprise à la nomination de McCain comme candidat officiel du parti à l'élection présidentielle du 4 novembre. Ce sont les délégués de l'Arizona, État d'où est élu John McCain, qui ont le privilège d'apporter à leur sénateur les voix nécessaires lui permettant d'obtenir la majorité absolue des 1 170 suffrages nécessaires pour être désigné. Au total, John McCain obtient 2 372 voix contre 15 à Ron Paul et 2 à Mitt Romney.
Le 4 septembre, il prononce son discours d'acceptation dans lequel il prend ses distances avec l'administration sortante et vante une ambition réformatrice, promettant « apporter le changement dans un Washington dépensier et usé et de mettre un terme à la rancœur partisane ». Le 7 septembre, dans une interview accordée à CBS, il promet de faire entrer des démocrates dans son cabinet en cas de victoire.
Selon les chiffres de Nielsen Media Research, le discours de John McCain est suivi par 38,9 millions de téléspectateurs, soit davantage que pour celui de son adversaire, Barack Obama (38,4 millions de personnes) la semaine précédente lors de la Convention démocrate. Il s'agit alors de la meilleure audience jamais enregistrée à l'occasion d'une soirée de Convention.

##### Fin de campagne
L'embellie que John McCain connait dans les sondages au début du mois de septembre est stoppée net par la crise financière qui survient après la faillite de la banque Lehman Brothers. Son comportement erratique ajouté à une certaine improvisation, les critiques mettant en cause la compétence de Sarah Palin pour le poste de vice-président, la défection de plusieurs personnalités républicaines comme Colin Powell et la limitation de son budget de campagne déstabilisent sa campagne face à celle de Barack Obama, qui apparait plus « maître de soi » et rassurant au cours des 3 débats présidentiels.
Le 10 octobre, à la suite d'une campagne plus agressive contre Barack Obama, John McCain est sifflé lors d'un meeting tenu à Lakeville, dans le Minnesota, en prenant la défense de son adversaire démocrate, cible d'attaques de plus en plus virulentes dans le camp républicain. « Barack Obama est une personne décente, une personne dont vous ne devez pas avoir peur si elle devient président des États-Unis » déclare alors John McCain devant les militants républicains. Cette prise de position inattendue lui vaut d'ailleurs les remerciements du candidat démocrate.
À la veille du scrutin, le 4 novembre 2008, John McCain est toujours devancé par son adversaire dans les sondages. Il n'a disposé que de 150 millions de dollars (84 millions de fonds publics et 60 millions que le Parti républicain utilise pour le soutenir) contre 605 millions pour Barack Obama. Selon deux études menées par le Centre pour les Médias et les Affaires publiques et le Project for Excellence in Journalism, les trois grandes chaînes nationales de la télévision américaine (ABC, CBS, NBC) ont favorisé la campagne de son adversaire, en le présentant comme un meilleur choix, lors des deux derniers mois de la campagne électorale.
C'est depuis l'hôtel Biltmore de Phoenix, où il attendait les résultats de l'élection présidentielle avec ses partisans, que John McCain reconnaît son échec face à Barack Obama. Il recueille 45,66 % des voix, soit 59 934 814 votes et 173 grands électeurs, face à Barack Obama, qui l'emporte avec 52,92 % et 365 grands électeurs. Dans le discours de défaite qu'il prononce, John McCain insiste quant au caractère historique de cette élection ainsi que sur la « signification particulière qu'elle avait pour les Noirs américains », rappelant qu'un siècle plus tôt, le président Théodore Roosevelt avait choqué de nombreux Américains en invitant un Noir à la Maison-Blanche. Assumant seul la responsabilité de son échec, John McCain rend également un hommage appuyé à sa colistière Sarah Palin.
Quelques jours plus tard, c'est par l'autodérision, sur le plateau du Tonight Show de Jay Leno sur NBC, qu'il revient sur sa défaite ; il fait plus sérieusement l'éloge de sa colistière à laquelle il prédit un bel avenir.

## Maladie, mort et hommages

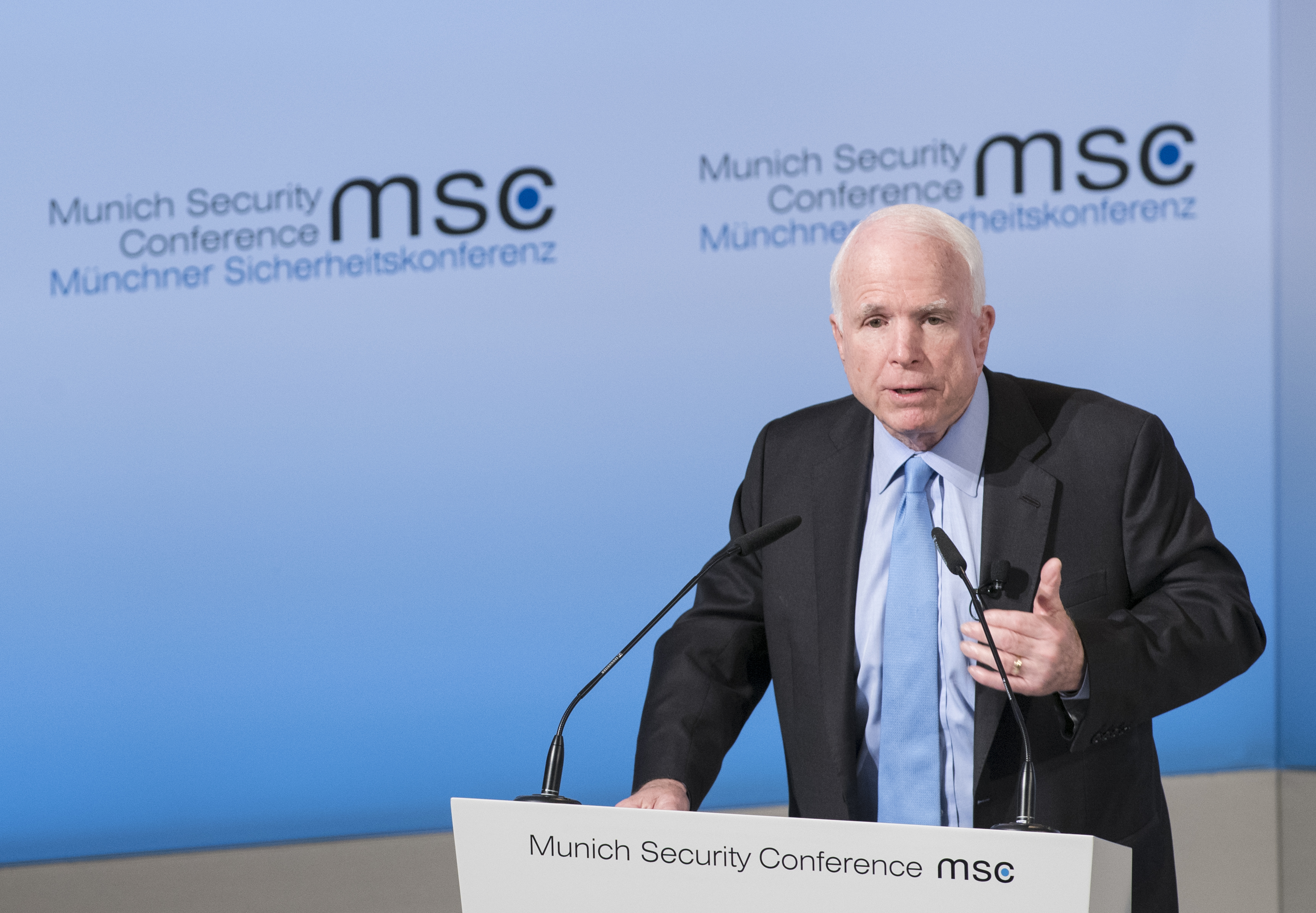
John McCain en février 2017.

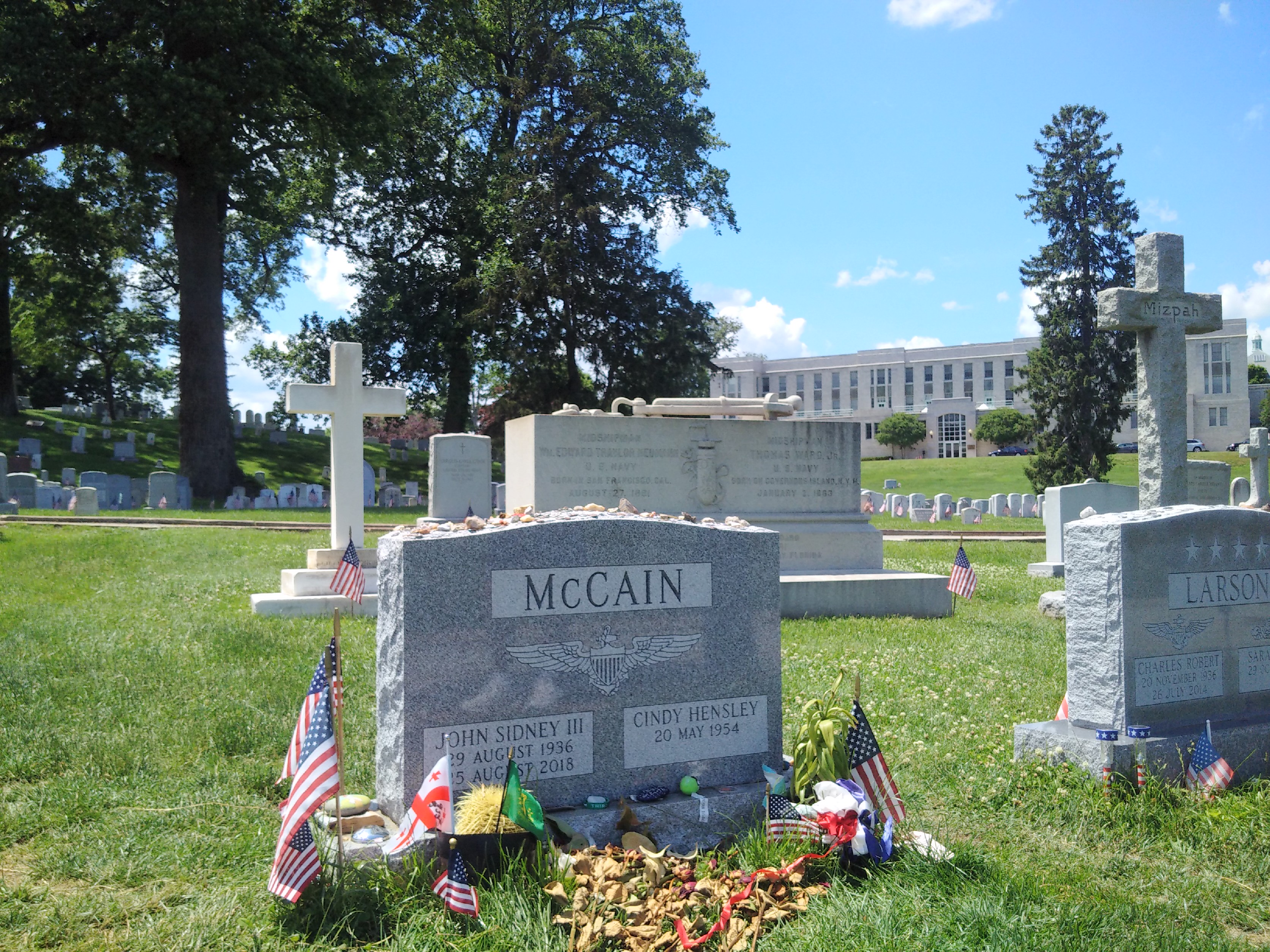
Tombe de John McCain au cimetière de l'Académie navale d'Annapolis.

Le 19 juillet 2017, son bureau au Sénat indique qu'une tumeur maligne, un glioblastome, est découverte alors qu'il était opéré pour retirer un caillot sanguin au-dessus de son œil gauche. John McCain avait déjà eu deux mélanomes dans les années 1990 et 2000, desquels il était en rémission complète.
Sa famille annonce, le 24 août 2018, qu'il arrête son traitement médical. Il meurt le lendemain, 25 août 2018, à 16 h 28 à son domicile de Cornville en Arizona.
Dès l'annonce de son décès, les drapeaux sont mis en berne sur les bâtiments officiels de la capitale américaine et les réactions affluent pour saluer sa mémoire notamment des anciens présidents Jimmy Carter, George H. W. Bush, Bill Clinton, George W. Bush et Barack Obama, les anciens vice-présidents Al Gore et Joe Biden, du chef de l'opposition démocrate au Sénat, Chuck Schumer ou du sénateur Lindsey Graham. À l'inverse, le président Donald Trump, en conflit avec McCain, bloque le communiqué officiel préparé par la Maison-Blanche et tweete un bref message de condoléances, sans mentionner son parcours, contrairement à ses prédécesseurs. Plusieurs chefs d'État ou gouvernement étrangers ont également réagi,,.

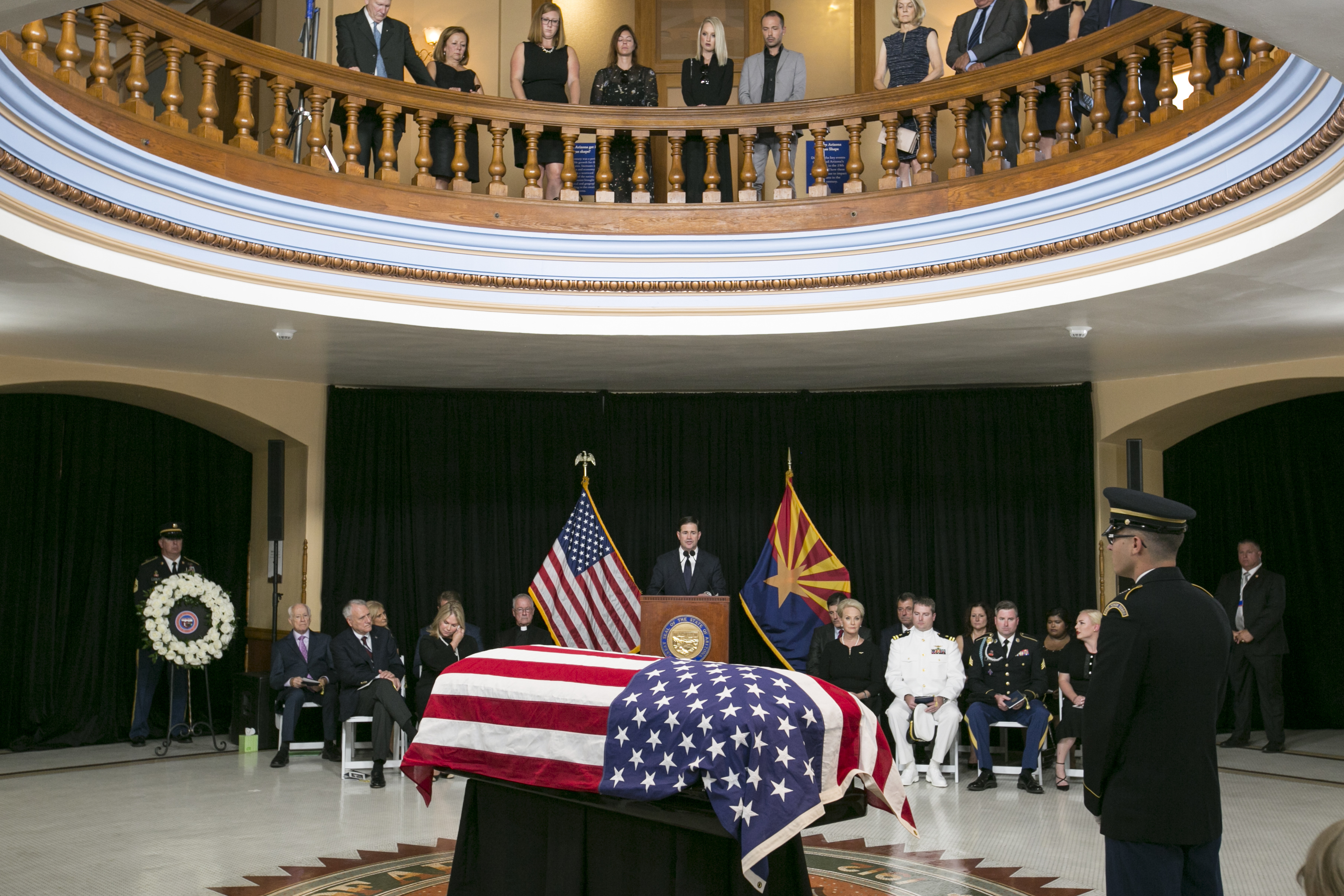
Son cercueil exposé dans la rotonde du capitole de l'Arizona.

Le 29 août, son cercueil est exposé dans la rotonde du Capitole de l'Arizona. Un service religieux se tient le lendemain en l’Église baptiste de North Phoenix. Le 31 août, sa dépouille est transférée à Washington pour être exposée dans la rotonde du Capitole, un honneur réservé à ceux qui ont marqué l'histoire des États-Unis : il est le 13e sénateur à recevoir cet hommage. Ses obsèques sont ce même jour célébrées en la cathédrale nationale de Washington. Les anciens présidents George W. Bush et Barack Obama prononcent chacun un éloge funèbre. Selon le souhait du défunt, Donald Trump n'est pas invité à assister à la cérémonie,, ce qui est également le cas de Sarah Palin, probablement en raison de l’opposition de Cindy McCain à sa présence. L'acteur Warren Beatty, l'ancien vice-président Joe Biden, l'ancien maire de New York Michael Bloomberg, l'ancien sénateur du Wisconsin Russ Feingold, l'ancien secrétaire à la Défense William Cohen et le dissident russe Vladimir Vladimirovitch Kara-Mourza portent son cercueil.
Il est inhumé le 2 septembre, au cimetière de l'Académie navale d'Annapolis, à côté de son camarade de classe de l'Académie navale, l'amiral Charles R. Larson (en).

## Doctrine politique
John McCain est considéré comme inclassable sur l’échiquier politique et ses positions ont évolué au cours du temps. Si ses positions s'inscrivent, notamment en matière militaire, dans la tradition conservatrice américaine, John McCain se place à la gauche du Parti républicain, face à George W. Bush ou Sarah Palin. John McCain présente surtout une image de républicain modéré, humain, sensible « à des solutions de compromis avec les démocrates ». Le Figaro voit ainsi en lui une incarnation de la « gauchisation » du Parti républicain.
Concernant les questions de société, il soutient le mouvement pro-vie, hostile au droit à l'avortement, qu'il qualifie de tragédie humaine et qu'il souhaite voir interdire sauf en cas de viol, d'inceste et d'atteinte grave à la santé de la mère (en 2000, il s'était initialement prononcé pour, avant de changer d'avis en 2007). Alors qu'il se déclare opposé au mariage homosexuel, il a refusé d'amender la Constitution américaine pour interdire cette forme de mariage. Il s'est déclaré favorable au financement public de la recherche sur les cellules souches d'embryons. Ces deux prises de position lui ont attiré les reproches des conservateurs sociaux au sein du Parti républicain.
Il se montre un ferme partisan des lois anti-tabac. Il avait proposé de financer des campagnes anti-tabac par des taxes supplémentaires sur les profits de l'industrie du tabac. Favorable à la peine de mort, il s'oppose au contrôle des armes à feu mais vote toutefois contre la loi restreignant leur port et leur usage ainsi que contre la loi Brady.
Partisan d'une réforme libérale de l'immigration à l'instar sur ce sujet de George W. Bush et de la majorité des sénateurs démocrates, il a déposé sans succès en 2006 une proposition de loi prévoyant de renforcer les contrôles aux frontières et de régulariser les clandestins.
Il se montre également sensible à la question du réchauffement climatique et souhaite développer des énergies substitutives, en favorisant le nucléaire (il propose notamment de construire 45 nouveaux réacteurs nucléaires d'ici 2030) et le biocarburant. Il a ainsi cosigné avec le sénateur démocrate John Kerry une proposition de loi rehaussant les normes d'efficacité énergétique des véhicules à essence et a présenté avec le sénateur indépendant Joseph Lieberman un texte imposant un système d'échange de droits d'émission de carbone.

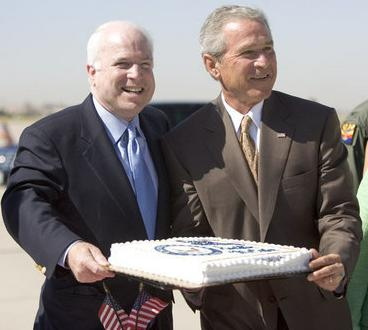
John McCain, lors de son, avec George W. Bush.

Réputé indépendant et franc-tireur, John McCain s'est attiré tant l’affection d’une partie du grand public, des indépendants et des modérés mais aussi l'hostilité des durs de sa propre famille politique. Il s'est mis à dos une partie de son camp en déposant au Sénat un amendement contre la torture, en défendant, avec le sénateur démocrate Carl Levin, une proposition de loi mettant fin aux niches fiscales et exigeant des entreprises qui versent des stock-options à en révéler le coût à leurs actionnaires ou en faisant adopter une limitation des dépenses électorales. En votant contre les réductions d'impôts du président George W. Bush pour ne pas creuser le déficit budgétaire, il s'est attiré l'animosité des conservateurs fiscaux bien qu'il ait accepté ensuite de les pérenniser.
En économie, il se déclare un partisan inébranlable des accords de libre-échange. Le 26 mars 2008, il déclare vouloir négocier un traité de libre-échange entre l'ALENA et l'Union européenne. Propice à la fin des avantages fiscaux pour les plus riches, il est favorable à une réforme libérale du financement des partis politiques, à laquelle il donne son nom en 2001 : le « McCain-Feingold Act » qui ambitionne une plus grande transparence de la vie des partis politiques.
Dans le domaine de la santé, en opposition à l'industrie pharmaceutique, John McCain est le coauteur, avec les sénateurs démocrates John Edwards et Ted Kennedy, d'une proposition de loi sur les droits des patients et s'est allié à Chuck Schumer pour soutenir une loi favorisant la vente de médicament générique.
Spécialiste des questions internationales et de défense, il est un partisan de l’intervention américaine au Kosovo lors du mandat de Bill Clinton à qui McCain reprocha cependant de ne pas envoyer davantage de troupes. Lors de sa campagne électorale de 2000, il a proposé un projet de politique internationale intitulé « Refoulement des États voyous » (Rogue State Rollback). Celui-ci prévoyait de fournir un soutien politique et matériel aux forces locales présentes à l’intérieur et à l’extérieur des États voyous, visant notamment l’Irak, la Corée du Nord et la Serbie, afin de « renverser les régimes qui menacent les intérêts et valeurs américaines ». Soutenu par les néoconservateurs, il précise alors qu'en cas d'agression des alliés des Américains, les États-Unis avaient le devoir de répliquer par la force.
Partisan de la guerre en Irak en 2003 et du renversement de Saddam Hussein, il a cependant toujours contesté la stratégie mise au point par le secrétaire à la Défense, Donald Rumsfeld, exigé la démission de ce dernier dès le début des difficultés de l'occupation de l'Irak pour l'impréparation matérielle des troupes. Il a très tôt prôné un renforcement des troupes militaires qu'il n'obtient qu'à partir de janvier 2007. Lors de sa campagne électorale pour la présidence des États-Unis en 2008, il est le seul candidat à brandir l'Irak comme un argument électoral, se refusant de s'engager sur un calendrier de retrait, « même si c'est dans cent ans ! », remarquant en même temps que personne ne demandait combien de temps encore les troupes américaines resteraient en Corée du Sud. Ayant par ailleurs regretté l'absence de soldats américains pour empêcher le génocide des Tutsis au Rwanda, il soutient le principe d'une intervention militaire au Darfour. En 2016, il affirme par ailleurs que tout rapprochement avec la Russie serait « inacceptable » au vu de la politique extérieure qu'elle mène.
En 2003, il énonce ce commentaire acerbe au sujet des Français : « Ils me font penser à une vieille actrice des années 1940 qui essaie toujours de se faire inviter grâce à son physique, mais qui n'est plus assez belle pour ça ».
Il préconise une Ligue des démocraties rassemblant les États de l'OTAN et les autres régimes démocratiques à travers le monde, « Celle-ci pourrait agir quand l’ONU ne le fait pas : allègement de la souffrance humaine au Darfour, combat contre le sida au sud du Sahara, meilleures stratégies pour endiguer les crises liées à l’environnement, accès plus facile aux marchés pour les pays qui acceptent les libertés économiques et politiques. »
Dans le cadre de la crise concernant les armes de destruction massive en Iran, il préconise, le 20 avril 2008 sur la chaîne de télévision ABC, des sanctions efficaces et sévères avec les nations démocratiques aptes à faire pression sur le gouvernement iranien.
Certains au sein de son propre camp politique le qualifient de « républicain seulement de nom » (Republican In Name Only, RINO) pour avoir parfois fait défaut à son parti lors de votes cruciaux. Ainsi, lors de la campagne des primaires présidentielles en 2008, Rush Limbaugh, un animateur de radio ultraconservateur, est l'un de ses plus virulents détracteurs alors que l'égérie de la droite républicaine, Ann Coulter, promet le cas échéant de voter Hillary Clinton qu'elle estime plus conservatrice que McCain.
En 2016, alors que le candidat républicain à la présidentielle Donald Trump a pris pour cible une famille musulmane américaine dont le fils est mort en Irak en 2004, il déclare : « J'aimerais dire à M. et Mme Khan : merci d'avoir immigré en Amérique. Nous sommes un meilleur pays grâce à vous. [...] Bien que le parti l'ait nommé, cela ne lui donne pas le droit de diffamer les meilleurs d'entre nous. ». Il avait déclaré peu avant qu'à cause de la nomination de Trump par le parti, les républicains pourraient perdre beaucoup de postes à l'avenir, dont le sien au Sénat. Trump avait dit en 2015 ne pas apprécier McCain car il avait été retenu otage en temps de guerre : « J'aime les gens qui ne se font pas capturer » avait-il déclaré.

### Opposition à la Russie
McCain s'est méfié de Mikhaïl Gorbatchev, n'ayant pas confiance en lui et pensait que sa politique d'ouverture vers l'ouest était un piège destiné à faire baisser la garde des États-Unis. Pendant la présidence de Boris Eltsine, il fut l'un des rares sénateurs américains à dénoncer la politique de démilitarisation des États-Unis et de la Russie. En 2017, il considère Vladimir Poutine comme une menace plus importante pour le monde que l'État islamique et l'islamisme,,.
Il figure sur la liste des personnalités interdites de séjour en Russie dans le cadre de la crise ukrainienne, à partir du 20 mars 2014. Il est taxé d'avoir une mentalité datant de la guerre froide, par différents journaux américains dont Slate,.

### Soutien à l’opposition syrienne
Lors de la guerre civile syrienne, John McCain prend position en faveur d'un départ de Bachar el-Assad et affiche son souhait de voir le gouvernement américain fournir un soutien militaire aux rebelles syriens. Il défend une stratégie visant à « affaiblir les capacités militaires du régime de Bachar El-Assad, renforcer celles de l'opposition modérée, permettre un tournant sur le champ de bataille et créer ainsi les conditions d'une sortie négociée du conflit et l'éviction du pouvoir d'Assad et de ses acolytes ».
Le 27 mai 2013, il se rend en Syrie, à Azaz, une ville tenue par les rebelles de la Brigade de la Tempête du Nord et y rencontre le général Selim Idriss, le commandant en chef de l'Armée syrienne libre,.
Après le massacre de la Ghouta, commis le 21 août 2013, John McCain se déclare favorable à des frappes contre l'armée syrienne et critique l' « inaction » du gouvernement américain.

### Lutte contre la torture

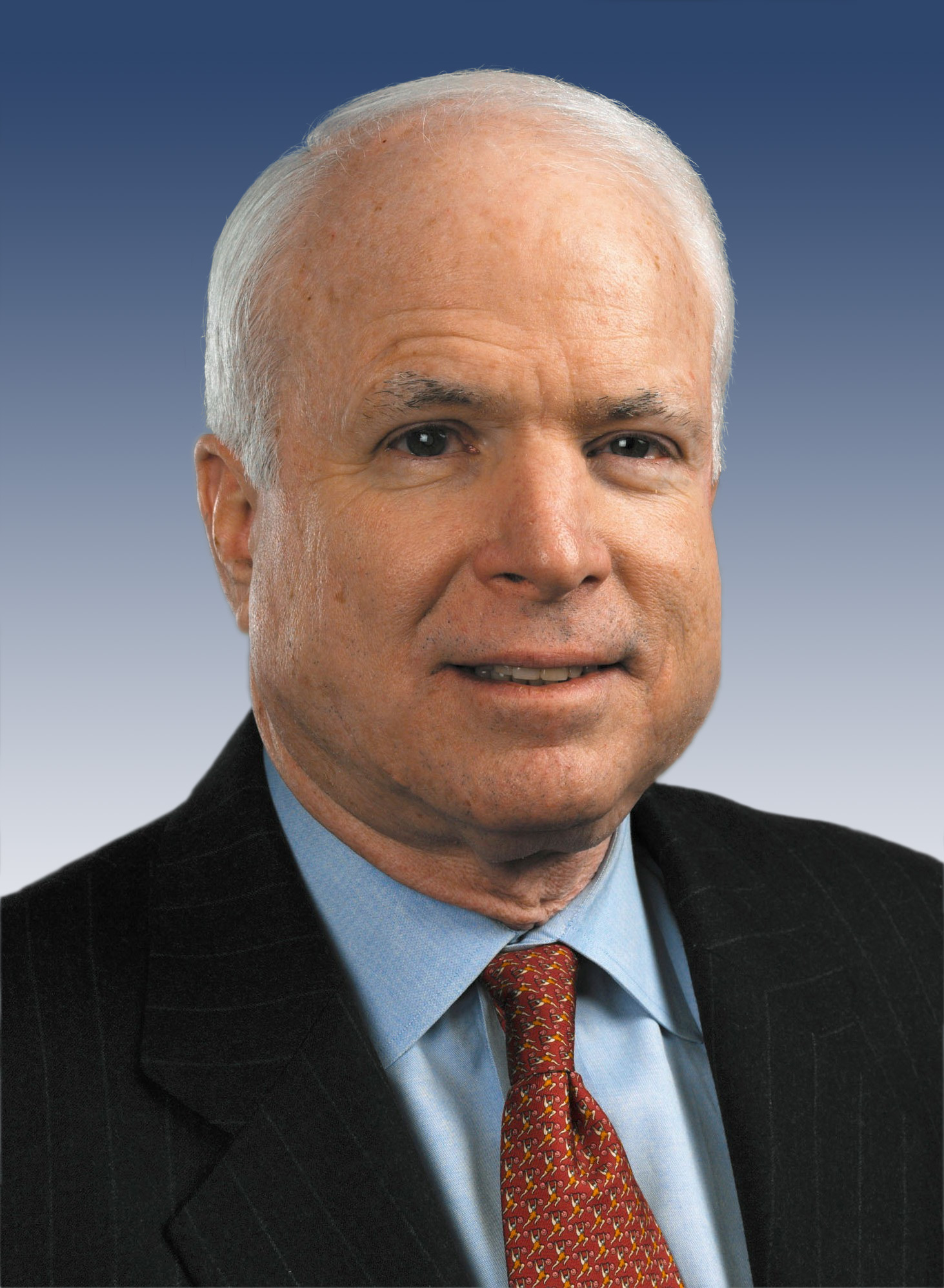
Portrait officiel de John McCain pour le Congrès des États-Unis.

En octobre 2005, en dépit de l'hostilité de la Maison-Blanche et sans le soutien de la Chambre des représentants, il fait adopter au Sénat par 90 voix contre 9 (principalement républicaines) un amendement sur la « prohibition de traitements cruels, inhumains, ou dégradants » envers des prisonniers, une semaine après la condamnation de la soldate Lynndie England pour les sévices infligés dans la prison irakienne d'Abou Ghraib, avec l'appui de la démocrate Dianne Feinstein qui joint son nom à l'amendement.
Cette démarche reçut le soutien de l'ancien secrétaire d'État Colin Powell et de l'organisation de défense des libertés individuelles (Union américaine pour les libertés civiles) alors que le président Bush menaçait de mettre son veto au budget de la défense.
Cet amendement prescrit qu'« aucun individu sous la garde ou le contrôle physique du gouvernement des États-Unis, quels que soient sa nationalité et son lieu de détention, ne doit être soumis à des traitements ou punitions cruels, inhumains ou dégradants ». Une norme uniforme est fixée à propos des pratiques autorisées lors des interrogatoires de prisonniers (« les hommes et les femmes menant les interrogatoires auront le confort de savoir qu'ils ont des instructions précises sur ce qu'ils peuvent faire et ne pas faire »). Ainsi, la pratique de la « simulation de la noyade » (waterboarding en anglais) et autres tactiques brutales sont désormais interdites dans l'armée américaine.
Le gouvernement Bush compta sans succès sur la navette parlementaire avec la Chambre des représentants pour torpiller l'amendement alors que pour John McCain, cet amendement vise avant tout à protéger les militaires américains, plutôt que les prisonniers. Il estime en outre que « les valeurs américaines devraient l'emporter contre toutes les autres dans toute guerre des idées » et qu'on ne peut laisser ces « sévices contre les prisonniers ternir l'image des États-Unis ».
En février 2008, John McCain s'est cependant opposé, avec 44 autres sénateurs, à un texte du Sénat étendant les nouvelles règles du manuel d'interrogatoire de l'armée américaine aux agents de la CIA, notamment l'interdiction du waterboarding (« simulation de la noyade ») alors qu'Hillary Clinton et Barack Obama s'abstenaient de participer au vote. Le texte concernant l'interdiction de la torture par l'eau fit néanmoins l'objet d'un veto du président George W. Bush.
En 2016, après l'élection de Donald Trump à la présidence, il déclare, en dénonçant les prises de position du milliardaire en faveur des tortures par simulations de noyade : « Je me fous de ce que le président des États-Unis veut faire ou de quiconque d'autre veut faire. Il n'y aura pas de waterboarding. Nous ne ferons pas cela. ».

## Historique électoral

### Sénat
| Année | John McCain | Démocrate | Libertarien | Vert   | Indépendants | Autres |
| ----- | ----------- | --------- | ----------- | ------ | ------------ | ------ |
| Année |             |           |             |        |              |        |
| 1986  | 60,48 %     | 39,52 %   | —           | —      | —            | —      |
| 1992  | 55,82 %     | 31,57 %   | 1,64 %      | —      | 10,52 %      | 0,46 % |
| 1998  | 68,74 %     | 27,16 %   | 2,27 %      | —      | 0,02 %       | 1,80 % |
| 2004  | 76,74 %     | 20,62 %   | 2,64 %      | —      | —            | —      |
| 2010  | 58,86 %     | 34,65 %   | 4,69 %      | 1,44 % | 0,36 %       | —      |
| 2016  | 53,71 %     | 40,75 %   | —           | 5,48 % | 0,06 %       | —      |

## Ouvrages
- Avec Mark Salter : Faith of my fathers. Random House, New York NY u. a. 1999,  (ISBN 0-375-50191-6).
- Avec Mark Salter : The Restless Wave: Good Times, Just Causes, Great Fights and Other Appreciations. 2018,  (ISBN 978-1501178009)[127].